# Ligne 50A (Infrabel)
Pour les articles homonymes, voir Ligne 50.
La ligne 50A est une ligne de chemin de fer belge reliant Bruxelles-Midi à Ostende, sur la côte belge. Si elle porte un seul numéro d'indice, elle se compose de deux tronçons à l'histoire et aux caractéristiques bien différentes : Entre Bruxelles-Midi et Gand-Saint-Pierre, il s'agit d'une ligne express dépourvue de passages à niveau et d'arrêts intermédiaires construite entre les deux guerres et doublant la ligne 50 (qui relie quant à elle Gand-Saint-Pierre à Bruxelles-Nord via Alost, Denderleeuw et Jette), alors qu'entre Gand-Saint-Pierre, Bruges et Ostende, il s'agit du tracé originel datant de 1838, qui fait partie des premières lignes de Belgique.
Sur le tronçon Bruxelles – Gand circule un important trafic de voyageurs reliant dans les deux sens la capitale à la côte belge (lignes 51/A/B vers Zeebruges — Zeebruges-Village ou Zeebruges-Plage selon les jours —, Knokke, Blankenberge via Bruges, 73 vers La Panne via Gand et Dixmude) et aux provinces de Flandre-Occidentale et Flandre-Orientale en général (lignes 58 vers Eeklo via Gand, 75 vers Courtrai via Gand et Waregem, 89 vers Courtrai via Denderleeuw et Audenarde, 90 vers Grammont via Denderleeuw et Ninove, 122 vers Zottegem via Gand; il y a même chaque jour de semaine un train P dans chaque sens reliant Schaerbeek à Lokeren et Saint-Nicolas via Gand-Dampoort et la ligne 59 en contournant Gand-Saint-Pierre).
Bien que cette ligne comporte un tronçon "express", sa vitesse de référence fut longtemps limitée à 140 km/h, qui était la norme lors de sa construction (elle était alors parcourue par des convois en traction vapeur). Le tracé rectiligne n'imposant toutefois pas de gros travaux pour relever la vitesse (si ce n'est de redéfinir toute la signalisation afin que la longueur des cantons soit compatible avec une vitesse et donc une distance de freinage supérieure). La vitesse de référence ne sera portée dans un premier temps qu'à 160 km/h afin de ne pas en réduire trop drastiquement la capacité. Les 200 km/h seront proposés ultérieurement sur les « voies rapides » des sections portées à 4 voies.

## Historique
Le 12 août 1838 eut lieu l’inauguration de la section Bruges - Gand suivie le 28 août par la section Bruges - Ostende. Gand n'est alors pas relié directement à la capitale, mais bien à Malines qui est le centre du réseau. Cette ligne de Gand à Ostende, qui permet d'atteindre le port d'Ostende et l'Angleterre, fait partie de la branche ouest de la « croix de Malines » des Chemins de fer de l'État belge, premier projet de réseau ferré public belge, inauguré de 1835 à 1843.
En 1856, un nouvel itinéraire, plus direct, est inauguré entre Schellebelle (près de Gand) et Bruxelles-Nord via Alost, Denderleeuw et Jette est mis en service conjointement par l’État et par une compagnie privée (Chemin de fer Dendre et Waes). La ligne de 1838 entre Gand et Schellebelle ainsi que la ligne de 1856, de Schellebelle à Bruxelles-Nord correspond à l'actuelle ligne 50 tandis que la ligne de 1838 entre Gand et Ostende est désignée[Depuis quand ?] ligne 50A. L'ancien itinéraire entre Schellebelle et Malines fait quant à lui partie de l'actuelle ligne 53.
Au cours du XIXe siècle le trafic des voyageurs et des marchandises se développe considérablement la ligne de Bruxelles-Nord à Gand dont l’itinéraire est sinueux et ne permet pas de rouler à grande vitesse.
Les multiples défauts de la ligne 50 ainsi que son encombrement croissant par les trains de marchandises poussèrent les Chemins de fer de l’État belge à envisager la construction d'une nouvelle ligne express entre Bruxelles et Gand. Cette ligne express réservée aux trains de voyageurs devait bénéficier des progrès technologiques et en matière de sécurité avec :
- de nombreuses sections en ligne droite et des courbes à large rayon ;
- aucune gare intermédiaire et aucun passage à niveau ;
- de nombreux ouvrages d'art et terrassements pour garantir une pente quasi-nulle ;
- des connexions aux lignes existantes près de Gand (Melle) et de part et d'autre de Denderleeuw ;
- les voies raccordées à cette ligne ne devaient comporter aucun croisement à niveau pour des raisons de sécurité. Elles étaient donc dotées de sauts-de-mouton.

Ces grands travaux, commencés dans les années 1900-1910 étaient planifiés de concert avec ceux de la jonction nord-midi ; la construction de la gare de Gand-Saint-Pierre (supprimant la nécessité de rebrousser dans l'ancienne gare de Gand-Sud) ; la création d'une nouvelle gare à Bruges sur un tracé surélevé contournant la ville ; ainsi que celle d'un nouveau bâtiment en gare d'Ostende-Maritime.
L'ancien itinéraire entre Bruxelles et Ostende, actuelles lignes 50 et 50A, devait également être amélioré :
- à Melle, près de Gand, un important échangeur sans aucun croisement à niveau devait relier entre elles l'ancienne ligne, la ligne express ainsi que la ligne 122 (Gand - Grammont - Braine-le-Comte) qui générait alors un important trafic de marchandises[5] ;
- entre Gand et Melle, l'ancienne ligne devait être mise à quatre voies et en partie surélevée ;
- à Bruges, un saut-de-mouton devait connecter la ligne 50A à la ligne 66 tandis que les voies rapides seraient séparées des voies lentes ;
- le tracé des lignes 50A et 66 à Bruges devait être entièrement revu pour donner accès à la nouvelle gare de Bruges ;
- au nord de Bruxelles, la ligne 50 voyait son parcours modifié en raison de la surélévation des voies menant à la future jonction nord-midi ;

- entre Bruxelles-Midi et Forest, les différentes lignes seraient également surélevées et reliées à la ligne express Bruxelles-Gand.

Beaucoup de travaux furent rapidement entamés mais seules les nouvelles gares d'Ostende et de Gand étaient achevées avant 1914.
La Première Guerre mondiale occasionna la destruction de plusieurs gares et ouvrages d'art. La jonction de Melle ne fut jamais reconstruite intégralement.
C'est finalement après-guerre que la ligne express entre Bruxelles et Gand fut réalisée dans son intégralité :
- Le 1er juin 1923, un tronçon express reliant Gand à Denderleeuw, sur la Ligne 50 est inauguré[6]. Il permet s’affranchir de la traversée de plusieurs bifurcations (Merelbeke, Schellebelle, Alost…) et de nombreuses gares intermédiaire desservies par les trains omnibus. Le contournement de Denderleeuw est posé dans la foulée jusqu'à Lombeek-Sainte-Catherine où un raccordement, désormais disparu, existait sur la Ligne 50 en direction du nord de Bruxelles[7].
- Le 1er mai 1933, ce tronçon express est prolongé entre la bifurcation de Lombeek-Sainte-Catherine (qui est alors remaniée avec la création d’un raccordement en direction de Denderleeuw) et la gare de Bruxelles-Midi[6]. À l'époque, la jonction Nord-Midi n'existait pas encore ; cette nouvelle ligne permettait donc de meilleures correspondances aux voyageurs transitant par la gare de Bruxelles-Midi.

La ligne connaît par la suite de nombreuses améliorations :
- Le 27 février 1954 le tronçon Bruxelles - Gand est électrifié, suivi le 26 juin par le reste de la ligne.
- Depuis 1994, Infrabel passe progressivement le tronçon Gand - Bruges à 4 voies. En effet, la capacité de ce dernier arrive à saturation, notamment parce que les trafics rapides de passagers y côtoient les trafics marchandises venant du port de Zeebruges et le trafic omnibus. La fin des travaux était au départ prévue pour 2018, mais en 2020 la mise à quatre voies n'est encore effective que de Gand à Landegem inclus, ainsi que d'un gril à l'autre de la gare d'Aalter.
- Depuis 2005, Infrabel porte également le tronçon Bruxelles - Denderleeuw à 4 voies dans le cadre du projet de RER Bruxellois. Ce choix peut paraître étonnant vu qu'aucun arrêt ne se trouve sur cette section. Un arrêt unique sera toutefois ajouté : la nouvelle gare d'Anderlecht, qui ouvrira le 13 décembre 2020 et sera située à proximité immédiate de la station CERIA du métro de Bruxelles. Ce nouveau point d'arrêt sera desservi par des rames RER (de la ligne S3) qui desserviront la région densément peuplée entre Denderleeuw et Zottegem. Cela permettra également d'éviter de cisailler le gril de la gare du Midi car les voies intérieures (aujourd'hui appelées ligne 50A) y accèdent par le côté ouest, en face des voies 1 et 2 de la jonction Nord-Midi et ensuite de la ligne 36 vers Louvain et Liège, tandis que les voies extérieures (ligne 50C) y accèdent par la partie centrale au moyen d'un viaduc, en face des voies 3 et 4 de la Jonction et ensuite (via le raccordement 161/2) de la ligne 161 vers Bruxelles-Luxembourg, Ottignies, Namur, etc. Toutefois les premiers trains prévus s'arrêtant dans cette nouvelle gare quitteront Bruxelles-Nord vers Termonde (par Jette et la ligne 60) et non vers Bruxelles-Luxembourg.

## Ouvrages d'art
De nombreux ponts permettent de traverser divers cours d'eau : Le canal Bruxelles-Charleroi à la sortie de la capitale, la Dendre à proximité de Denderleeuw, l'Escaut et la Lys près de Gand ainsi que de nombreux canaux en Flandre.
En outre, le fait que le tronçon "express" entre Bruxelles et Gand évite tout passage à niveau contribue à multiplier le nombre de passages supérieurs et inférieurs pour la circulation automobile ou pour se raccorder à d'autres lignes de chemin de fer (à la place de bifurcations à niveau).
La construction de la section entre Bruxelles et Lombeek-Sainte-Catherine fut, avec la ligne 26, l’occasion de réaliser un grand nombre d’ouvrages en béton armé alors que jusqu'ici la construction en brique ou en métal dominait. Beaucoup de ces ponts ont cependant disparu lors de la mise à quatre voies de la ligne. Il existait également un pont Vierendeel (également disparu) qui permettait d’enjamber les faisceaux du dépôt de Forest.
Mais c'est surtout le viaduc de la Pede qui constitue un ouvrage remarquable et classé avec ses 26 arches en béton. Il fut porté de 2 à 4 voies par le renforcement de ses fondations et la pose de chevalements en métal sur chaque pilier afin de disposer une voie supplémentaire "en encorbellement" de part et d'autre des deux voies existantes.

## Projets futurs

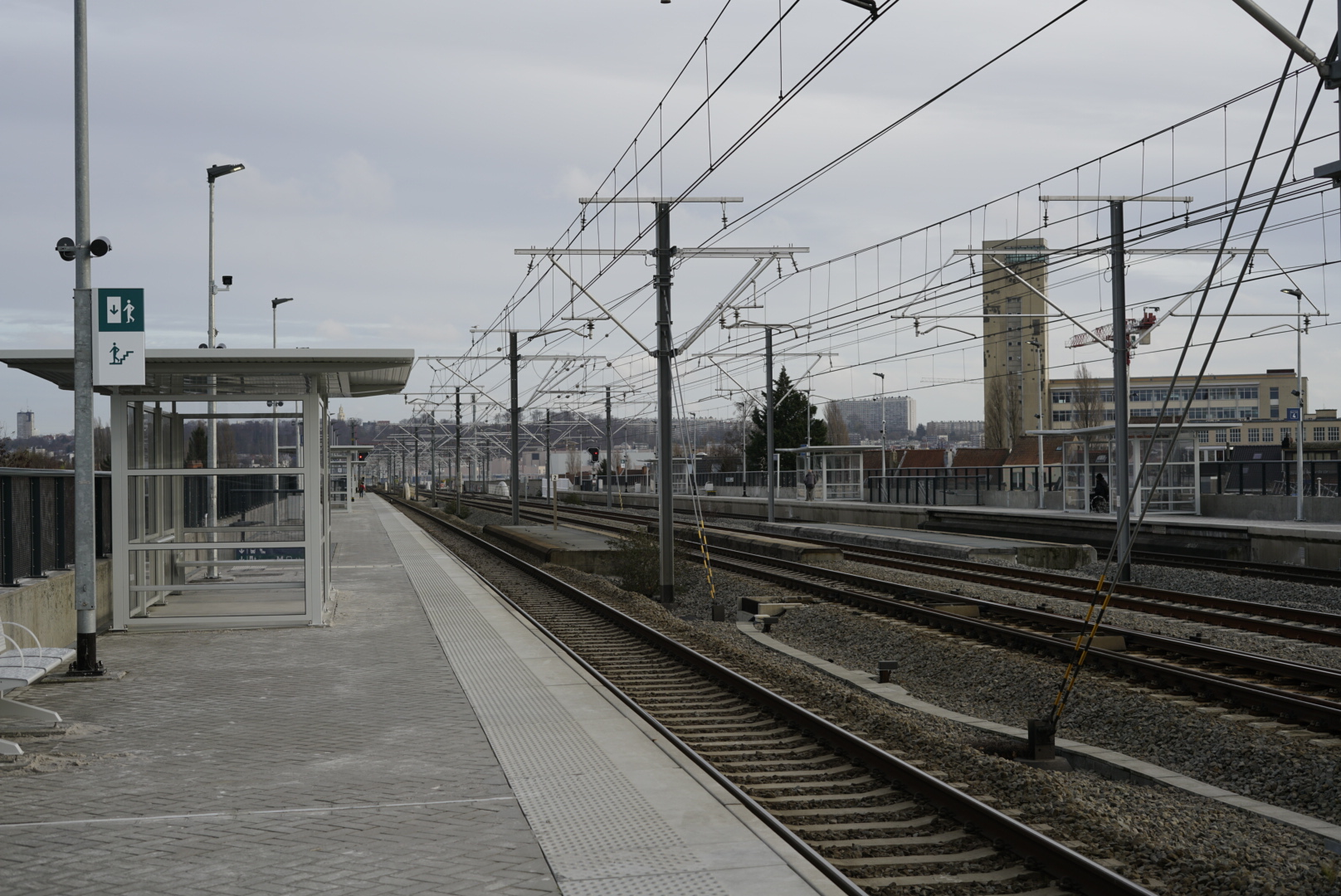
La gare d'Anderlecht est à présent ouverte.

- Une fois les travaux de mise à 4 voies terminés, la vitesse sur les deux "voies rapides" sera portée à 200 km/h.
- De Bruxelles-Midi à Y Lombeek-Sainte-Catherine, la ligne est à présent à quatre voies (voies rapides, « ligne 50 A » à l'intérieur, voies lentes, « ligne 50C » à l'extérieur, avec sur ces dernières la nouvelle gare d'Anderlecht ouverte depuis le 13 décembre 2020), ensuite la ligne 50C devient la ligne 50A/2 qui forme raccordement, dédoublant la ligne 50 venant de Bruxelles-Nord vers Liedekerke et Denderleeuw. (D'après les documents techniques Infrabel les plus récents (2020) la ligne 50A/2 n'existe plus sous ce nom : c'est la ligne 50C qui continue le long de la ligne 50 depuis Y Sint-Katherina-Lombeek jusqu'à Denderleeuw.)
- À Gand, la mise à quatre voies a commencé et est effective (vu de Bruxelles) depuis avant Gand-Saint-Pierre, au moins jusqu'à Landegem inclus.
- À Bruges, la mise à quatre voies est effective au moins depuis Y Stuyvenberg (entre Beernem et Oostkamp) : les « voies lentes » de part et d'autre de la « ligne rapide » 50A forment la ligne 50D, qui est reclassée vers la droite à l'entrée de Bruges au moyen d'un saut-de-mouton de manière à donner accès sans croisement aux lignes 51 (vers Blankenberge), 51A (vers Zeebruges-Village et Zeebruges-Plage) et 51B (vers Knokke) tandis que la ligne 50A continue vers Ostende.